# Anton Spetzler (Baumeister)
Anton Spetzler (* 1799 in Kiel; † 7. Januar 1852 ebenda) war ein deutscher Architekt und Baubeamter.

## Leben

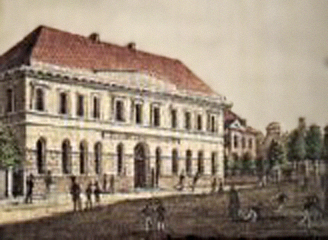
Das von Spetzler 1826/1828 gebaute Johanneum in Lüneburg

Spetzler studierte an der Christian-Albrechts-Universität zu Kiel. 1818 stiftete er das Corps Holsatia.
Von 1824 bis 1825 war er unter dem damaligen Lübecker Stadtbaumeister Heinrich Nikolaus Börm mit der Bauausführung der Reformierten Kirche betraut. Es folgte eine Zeit als Stadtbaumeister in Lüneburg, in der er 1826 bis 1828 das damalige Gebäude des Johanneums erbaute, in dem sich heute die Förderschule Johannes-Rabeler-Schule befindet. Im Frühjahr 1833 wurde er vom Rat der Stadt Lübeck als Nachfolger Börms zum Stadtbaumeister in Lübeck berufen. Dieses Amt hatte er bis 1849 inne.
Als Stadtbaumeister war er 1836/1837 auch für den Neubau der Kirche Nusse in der lübeckischen Exklave Nusse verantwortlich, sowie für Deich- und Wasserbauten und die ersten Planungen für Eisenbahnbauten in Lübeck im Vorfeld der Einrichtung der Lübeck-Büchener Eisenbahn. 1838 wurde die katholische St.-Ludwigs-Kirche in Celle nach seinen Plänen vollendet, ein stilreines Beispiel des Klassizismus.
Sein Sohn Oskar Spetzler (* 1841) wurde ebenfalls Architekt und Gewerbelehrer; der Politiker Anton Spetzler war ein Enkel.

## Schriften
- Anleitung zur Anlage Artesischer Brunnen. Mit 6 Steintafeln [Vorrede: H. N. Börm]. Lübeck: In der von Rohden'schen Buchhandlung. Gedruckt bei H. G. Rathgens in Lübeck, 1832.
- Opfer- und Grabalterthümer zu Waldhausen. Ein Beitrag zur Nordischen Alterthumskunde. (= Beiträge zur Nordischen Alterthumskunde 1) Hrsg. v. Karl Klug. Mit 7 lithographischen Tafeln nach Zeichnungen von J. A. Spetzler. Lübeck 1844.